# 北伐 (姜維)
北伐 (姜維)では、姜維が諸葛孔明の跡を継いで魏を攻めた件について述べる。
姜維は後継者ではあるが武力以外すべて諸葛孔明に劣っている。また、5回以上攻めたといわれている。

## 姜維の北伐～諸葛孔明の遺志を継いで
孔明でさえ5回で終わったのに対し、5回の北伐は蜀漢の国力を大幅に低下させた。そのうえ、大した戦績を上げることはできなかった。これも蜀漢の滅亡の一因と言われている。そして、蜀漢は漢の制度をまねていたため、姜維の北伐の失敗は宦官の勢力を強め、結局これも蜀漢の滅亡の原因となった。
宦官たちは遠征を嫌ったため、北伐をやめさせるために、凡帝として名が高い劉禅（劉備の息子）に姜維の嫌味を言い、北伐も停止となった。姜維もこれを受け入れざる負えなくなり、諸葛孔明の時代から続き、姜維が受け継いだ北伐はこれにて終了となった。しかし、果敢に魏を攻めたことは姜維の功績として後世に語り継がれている。

## 北伐の後
蜀漢は劉禅の連日の宴や宮殿の建設にたくさんのお金を使い、蜀漢はここから着実に滅亡への道を歩み始めた。姜維は忠臣として剣閣で最後まで魏軍と戦い、守ったが、魏の別動隊に先回りされ、そのまま成都は無血開城し、凡帝の劉禅は棺を持って司馬昭に出迎えられ、安楽公に身分を落とされたが、てあつくもてなされ、劉禅は蜀のことを忘れ、幸せに浸ったという。
姜維は魏の武将である鐘会と結び、クーデターを企むが、司馬昭に先にばれて、両方妻子共々殺害された。蜀の英雄にしては早すぎる死であった。蜀平襄候大将軍姜維：享年63歳。魏司徒県候鐘会：享年40歳。これにより、蜀の抵抗は消えたのだった。
司馬昭も「姜維の北伐は魏に対しての苦悩薬と言えたであろう。」と言ったくらい今日の北伐は決して無駄なものではなかった。ただし蜀の国力を大幅に低下させたのは事実である。